# Thập Sát Hải
Thập Sát Hải, là một bộ phim gia đình thành thị Trung Quốc do Phó Ninh viết kịch bản và đạo diễn, với sự tham gia của Lưu Bội Kỳ, Liên Dịch Danh, Quan Hiểu Đồng, Trương Linh Tâm, Lưu Mẫn, Tào Thủy Phân, Ngô Lỗi và Ngưu Lị.
Bộ phim tập trung vào cuộc sống, công việc và học tập của ba thế hệ trong một gia đình ở Lizhuang, Shichahai Hutong, Bắc Kinh. Phim kể về câu chuyện hàng ngày của một gia đình hiện đại, tầm thường và đầy pháo hoa.

## Nội dung
Thập Sát Hải sôi động đã phá vỡ cuộc sống yên bình ban đầu của gia đình đầu bếp nổi tiếng Trang. Với sự xuất hiện của David người ngoại quốc, anh đã xúc phạm các nguyên tắc và quy tắc cũ của ông Trang bất kể những vấn đề nhỏ nhặt. Mục đích của David là đến gần con gái của Trang gia --- Trang Tĩnh, nữ thần phương Đông trong trái tim David. Để nịnh bác Trang, David đã học Thái cực quyền từ ông ấy, và mối quan hệ của anh ấy với ông Trang nhanh chóng tăng lên, và điều hợp lý là anh ấy đã trở thành học trò của bác Trang. Người con trai cả Chí Tồn có một công việc ổn định và luôn theo đuổi việc tái sinh tình yêu của mình. Tuy nhiên, người vợ cũ hối hận đã quay trở lại cuộc sống của anh, với sự giúp đỡ của con gái, người vợ cũ cố chấp, dã man và vô lý đã khiến cơ hội tái sinh tình yêu của anh tan biến. Chàng trai út Chí Bân chính trực và mạnh dạn. Tính cách điển hình của Chí Bân là khuôn mặt vênh váo và không khoan nhượng, con người ngày càng trở nên vô dụng ở tuổi trung niên, tất cả các loại đầu tư và quản lý tài chính đều bị mắc kẹt, ý định tốt bị biến thành điều xấu, và những vấn đề tầm thường khơi dậy mâu thuẫn gia đình, và cuối cùng bị đuổi ra khỏi Trang gia. Chịu đựng sự khắc nghiệt của thiên hạ, anh quyết tâm thay đổi quá khứ của mình và được gia đình tha thứ. Vào đêm giao thừa, sự hiển linh đã nở rộ và mọi người Bắc Kinh chăm chỉ và giản dị sống ở Shichahai đều có một Tết Nguyên đán vui vẻ và tốt lành .

## Diễn viên
| Diễn viên                    | Vai                                  | Quan hệ/Nickname |
| Lưu Bội Kỳ                   | Trang Vị Thiên                       | Được biết đến với cái tên Ông Trang. Đầu bếp Cung đình nổi tiếng ở Bắc Kinh, đầu bếp riêng của Bối Lặc Gia qua nhiều thế hệ. Ông luôn hy vọng có thể truyền lại kỹ năng nấu nướng của Trang gia này cho Trang Chí Bân, nhưng ông đã bị con trai từ chối. Khi còn trẻ, ông rất giỏi, nấu ăn cho Tổng thống Hoa Kỳ và Tham tán Pháp. |
| Tào Thúy Phân                | Kim Nhan                             | Vợ của Trang Vị Thiên, Cách cách phủ Bối Lặc, hơn chồng nhiều tuổi. Sinh ra ở Cung điện phủ Bối Lặc, sau giải phóng, bà chuyển đến sống trong một sân ở Thập Sát Hải và làm giáo viên dạy nghệ thuật ở một trường trung học cơ sở gần đó. Khi còn trẻ, bà từ bỏ sự theo đuổi của nhiều người và hết lòng muốn kết hôn với Trang Vị Thiên, nhưng bị cha mẹ hai bên phản đối. |
| Liên Dịch Danh               | Trang Chí Bân                        | Lão tam Trang gia, Chồng của Tôn Phượng, Phản đối cha, không muốn học nấu ăn. |
| Trương Linh Tâm              | Tôn Phượng                           | Phượng nhi, con dâu thứ ba của Trang gia, một cô gái đến Bắc Kinh làm việc từ vùng nông thôn Thiên Tân. Lúc đầu, cô ấy mở một quầy hàng với Trang Chí Bân, sau đó đến làm việc tại nhà hàng Túy Bát Tiên, và cuối cùng mua lại cửa hàng. Là một người phụ nữ ngoại thành, cô biết rằng thật là một may mắn khi được kết hôn tại một Bắc Kinh cổ kính truyền thống này và cô đã làm đúng trách nhiệm của mình. |
| Quan Hiểu Đồng               | Trang Hiểu Hiểu                      | Là cháu gái của đầu bếp nổi tiếng người Thập Sát Hải,Trang Vị Thiên, ăn uống vô lo vô nghĩ, dù bố mẹ đã ly hôn nhưng cô vẫn là viên ngọc quý của làng cá cược. Cô cùng hai người bạn gái khác tạo thành bộ ba ẩm thực với mục tiêu ăn hết đồ ăn của thế giới. Cô chỉ muốn tìm một người bạn trai. "Không quý núi sông, không gói ghém xe cộ, chỉ muốn có bạn trai" là phương châm sống của cô. Sau khi gặp gỡ "Hoàng tử quyến rũ" Hạng Đông cô đã bị Trang Vị Thiên kiên quyết phản đối vì sự bất bình của thế hệ cũ. |
| Ngô Lỗi                      | Hạng Đông                            | Là cháu trai của chủ tập đoàn nhà hàng Hồng Kông Hạng Huy, gia đình anh điều hành một nhà hàng và biết nấu những món ăn ngon, ông nội và Trang Vị Thiên có một mối thâm thù phi thường. Anh đã giải cứu Trang Hiểu Hiểu bị quấy rối trong quán bar, Trang Hiểu Hiểu đã yêu anh ngay từ cái nhìn đầu tiên nên đã ra tay theo đuổi nhưng bị thế hệ đàn anh cản trở. |
| Trương Hi Lâm                | Trang Chí Tồn                        | Lão đại Trang gia, cha của Trang Hiểu Hiểu và chồng cũ của Trần Huệ Tâm. Anh ấy đang hoạt động trong lĩnh vực khởi nghiệp, và anh ấy đang làm tốt công việc kinh doanh bất động sản, nhà hàng và các doanh nghiệp khác. Tuy nhiên, vợ cũ cảm thấy anh ta bất tài, lòng tự trọng của anh ấy bị tổn thương sâu sắc, trong lòng anh ấy hận Trần Huệ Tâm vì đã chia tay một gia đình hoàn chỉnh ban đầu, sau đó anh ấy muốn kết hôn lần hai nhưng không muốn tái hôn với Trần Huệ Tâm.                                    |
| Ngưu Lị                      | Trần Huệ Tâm                         | Vợ cũ của Trang Chí Tồn, Mẹ của Trang Hiểu Hiểu. Muốn tái hôn với Trang Chí Tốn nhưng vì làm tổn thương Trang Chí Tồn nên anh ta luôn không muốn tái hôn với vợ cũ. |
| Lưu Mẫn                      | Trang Tĩnh                           | Con út của Trang gia. Là một giáo sư đại học. Cô ấy kết bạn với một người đàn ông tên David trên Internet. Trong lòng cô có một nút thắt, đó là sự tổn hại mà mối tình đầu của cô đã gây ra cho cô, khi đối mặt với sự theo đuổi của David, ban đầu cô rất hụt hẫng và sau đó đã từ chối David. Cô ngưỡng mộ David, thích đức tính tốt của David, thích tài năng và tầm nhìn của David, và thậm chí thích kết thân với David.                                                                                         |
| Diêm Long Phi (Marc Goodman) | Đại Vệ (David)                       | Khách du lịch, ở trọ tại Trang gia, Nhiếp ảnh gia nổi tiếng người Đức, yêu Bắc Kinh, thích Trang Tĩnh, nhưng vì là người ngoại quốc nên bị Trang Tĩnh nhiều lần từ chối. |
| Lý Tân                       | Hầu Tam                              | Nhân viên, đàn em và trợ lý thân cận của Trang Chí Bân. |
| Hỗ Diệu Chi                  | Thuận Tử                             | Chủ quán Bar ở Thập Sát Hải. |
| Hùng Duệ Linh                | Lưu Phân                             | Chủ của Trang Chí Tồn, Thích anh và muốn cưới anh, nhưng bị cả gia đình Trang gia phản đối vì đối vợi họ Trần Huệ Tâm vẫn là dâu thảo của Trang gia. |
| Hứa Lộ Dương                 | Trang Vấn Câu                        | con trai của Trang Chí Bân và Tôn Phượng. |
| Triệu Sảng                   | Sảng Ca                              | Làm việc ở trang trại rau nhà Đông Tử. |
| Cao Đông Bình                | Đông Gia                             | Đông Tử, đàn anh của Trang Chí Bân ở Thập Sát Hải. |
| Lưu Đình Tác                 | Trạch Tiểu Mao                       | Làm việc ở trang trại rau nhà Đông Tử. |
| Lý Đông Hạo                  | Xú Kiết Bôn Nhi                      | |
| Lý Lâm                       | Hoàng Ma Tử                          | Tự xưng là Hoàng Bán Tiên, Thầy tướng số ở Thập Sát Hải. |
| Ngô Ngạn Xu                  | Chung Đại Ma                         | Người cao tuổi ở Thập Sát Hải, chồng chết sớm, bản thân bị điếc. |
| Trương Hạo Việt              | Dương sư phụ                         | Đầu bếp trưởng của Túy Bát Tiên. |
| Mễ Khiết Tăng                | Đổng tiên sinh                       | Bạn đồng môn của lão Trang. |
| Vương Á Quân                 | Điền Đại Ma                          | Bạn đồng môn của lão Trang. |
| Triệu Tiểu Xuyên             | Cha của Tôn Phượng                   | |
| Lý Minh Thần                 | Tề đại gia                           | Bạn đồng môn của lão Trang. |
| Trương Thiệu Vinh            | Tiết đại gia                         | Bạn đồng môn của lão Trang. |
| Triệu Quý Tường              | Tang đại gia                         | Bạn đồng môn của lão Trang. |
| Đại Cao Chinh                | Tiểu Tôn                             | Đầu bếp của Túy Bát Tiên |
| Ninh Đồng                    | Tiểu Trân                            | Lễ tâng của Tủy Bát Tiên |
| Tôn Hân Lỗi                  | Tiểu Lị                              | |
| Thường Hi Nguyên             | Giai Linh                            | Bạn thân của Trang Hiểu Hiểu, muốn thưởng thức ẳm thực Trang gia của gia đình Hiểu Hiểu. |
| Tằng Việt                    | Mĩ Nguyệt                            | Bạn thân của Trang Hiểu Hiểu, muốn thưởng thức ẳm thực Trang gia của gia đình Hiểu Hiểu. |
| Nhan Yên                     | Đàm Kiện                             | |
| Tằng Thu Sinh                | Hạng Huy                             | Ông nội của Hạng Đông. |
| Trương Học Trí               | Hạng Thành Đạt                       | |
| Cao Toàn Thăng               | Lý Tại Văn                           | |
| Lương Quốc Hỷ                | Lỗ sư phụ                            | Đầu bếp của Thập Sát Hải, Học trò cũ của Lão Trang, Ban giám khảo cuộc thi nấu ăn trên truyền hình |
| Trần Hạo                     | Tô Giao Thụ                          | |
| Vương Lệ                     | Hà tiểu thư                          | |
| Vương Vi Trình               | Vu Bàn Tử                            | |
| Nguyễn Tuần                  | Đại Đầu                              | |
| Vương Cương                  | Đinh lão bản                         | Ông chủ địa ốc, muốn đầu tư vào ẩm thực Trang gia. |
| Mã Hách                      | Vương Cảnh Quan                      | |
| Đổng Đoan Đoan               | Tiểu Giả                             | |
| Thôi Quốc Long               | Tiểu Phi                             | |
| Kim Giai Ngộ                 | Tiểu Tiêu                            | |
| Lý Kỳ                        | Vương lão tứ                         | |
| Thạch Tiểu Mãn               | Tần đại gia                          | |
| Liễu Tiểu Hải                | Đại Khánh                            | |
| Hoàn Mi Mị                   | Oánh Oánh                            | |
| Thượng Ngôn Sinh             | Ngưu sư phụ                          | |
| Dương Dương                  | Kiến Kì                              | |
| Lý Dũng                      | Lục Tử                               | |
| Viên Kiếm Quân               | La Kinh Lý                           | |
| Sơ Bằng Húc                  | Tiểu Tống                            | |
| Tần Kiện Như                 | Tần đại phu                          | |
| Tôn Hạo                      | Tiểu Đich                            | Đứa trẻ có Phức cảm Ơ-đíp sâu đậm |
| Lý Mộc Tử                    | Tiểu Nhị                             | Xem mắt với Trang Chí Tôn, nhưng vợ cũ đến nói Trang Chí Tôn đã kết hôn. |
| Ngụy Tử Hàm                  | Lam Kỳ                               | |
| Hoàng Kế Đống                | Tiểu Lãng                            | |
| Mưu Tử Văn                   | Tiểu Hà                              | |
| Trần Gia Luân                | Tiểu Tương                           | |
| Thường Linh                  | Tiểu Chu                             | |
| Lưu Tử Diệp                  | Tiểu Ban                             | |
| Trương Nghệ Tâm              | Trương hiệu trưởng                   | Hiệu trưởng trường tiểu học nơi Hạng Đông từng theo học. |
| Nghệ Quân                    | Sách đại ca                          | |
| Hồ Vũ                        | Đại Dũng                             | |
| Tứ Lập Thái                  | Uông Minh                            | |
| Mễ Xảo Minh                  | Mễ Kinh Lý                           | |
| Giang Lộ                     | Hạng Mẫu                             | |
| Ngô Đồng                     | Kiệt Tây Ca (Jessica)                | Người mẫu của công ty David. |
| Đổng Huyên                   | Tái Lâm Na (Selena)                  | Người mẫu của công ty David. |
| Sơ Chúng                     | An Cát Lập (Angela)                  | Người mẫu của công ty David. |
| Văn Trác                     | Người dẫn chương trình hẹn hò bí mật | Người dẫn chương trình hẹn hò bí mật, do Trương Hiểu Hiểu chuẩn bị cho bố mẹ tái hợp. |
| Tiền Ba                      | Người tổ chức cuộc thi nấu ăn        | Người tổ chức cuộc thi nấu ăn trên truyền hình |
| Phùng Lạp                    | Khách hàng say xỉn                   | |

## Nhạc phim
| Ca khúc        | Lời                               | Sáng tác                          | Trình bày               | Thể loại       |
| -------------- | --------------------------------- | --------------------------------- | ----------------------- | -------------- |
| 《嗨 什刹海》  | Huệ Tử                            | Tiêu Bạch                         | Sư Bằng                 | Nhạc cuối phim |
| 《等你》       | Huệ Tử                            | Tiêu Bạch                         | Diêm Vũ Như, Vương Nghệ | Sáp khúc       |
| 《童心向党》   | Lý Triêu Nhuận                    | Tiêu Bạch                         | -                       | Sáp khúc       |
| 《金不换》     | Trương Chấn Hoa, Bạch Âu          | Bạch Âu                           | Đỗ Hải Uân              | Sáp khúc       |
| 《奇奇》       | Lưu Tông Hà                       | Lưu Tông Hà                       | Đỗ Hải Uân              | Sáp khúc       |
| 《致青春》     | Lý Hiểu Tiêu                      | Hạ Hoa Long                       | Đỗ Hải Uân              | Sáp khúc       |
| 《启程》       | Trương Chấn Hoa（Tháo Nhạc Đoàn） | Hoàng Quốc Bằng（Tháo Nhạc Đoàn） | Đỗ Hải Uân              | Sáp khúc       |
| 《月亮圆》     | Lưu Tông Hà, Lý Thắng Cường       | Lý Thắng Cường, Lưu Tông Hà       | Đỗ Hải Uân              | Sáp khúc       |
| 《雨后幻想曲》 | Lưu Tông Hà, Hồ Mộ Nguyên         | Lưu Tông Hà                       | Đỗ Hải Uân              | Sáp khúc       |
| 《入》         | Vương Ứng Thiên                   | Vương Ứng Thiên                   | Đỗ Hải Uân              | Sáp khúc       |
| 《树》         | Lưu Tông Hà                       | Lưu Lị Mẫn, Lưu Tông Hà           | Đỗ Hải Uân              | Sáp khúc       |
| 《唯你》       | Trương Chấn Hoa                   | Ngải Quân                         | Đỗ Hải Uân              | Sáp khúc       |
| 《听北京》     | Dương Lận                         | Dương Lận                         | Dương Lận               | Sáp khúc       |
| 《为了谁》     | Bạch Trác Minh                    | Bạch Trác Minh                    | Bạch Trác Minh          | Sáp khúc       |

## Sản xuất
| Tham gia dự án                                 | Tên công ty                                                      |
| ---------------------------------------------- | ---------------------------------------------------------------- |
| Sản xuất                                       | Hoa Hạ thị thính hoàn cầu truyền thông Bắc Kinh                  |
| Sản xuất                                       | Đông Dương Hoa Hạ thị thính ảnh thị văn hóa                      |
| Sản xuất                                       | Duy Lạc Gia Hòa Bắc Kinh ảnh nghiệp văn hóa                      |
| Sản xuất                                       | Thiên Tân Miêu Nhãn ảnh nghiệp                                   |
| Đồng sản xuất                                  | Ban Tuyên giáo Thành ủy Bắc Kinh Đảng Cộng sản Trung Quốc        |
| Đồng sản xuất                                  | Cục phát thanh và truyền hình Bắc Kinh                           |
| Đồng sản xuất                                  | Học Viện Điện Ảnh Bắc Kinh                                       |
| Đồng sản xuất                                  | Ban tuyên truyền của UBND Bắc Kinh Quận ủy Tây Thành             |
| Đồng sản xuất                                  | Ủy ban công tác phố Thập Sát Hải, quận Tây Thành, Bắc Kinh       |
| Đơn vị đảm nhiện sản xuất                      | Duy Lạc Gia Hòa Bắc Kinh ảnh nghiệp văn hóa                      |
| Quyền phổ biến / quyền sàng lọc mạng thông tin | Bắc Kinh Ái Kỳ Nghệ khoa kỹ (iQIYI)                              |
| Quyền phổ biến / quyền sàng lọc mạng thông tin | Đặng Tấn khoa kỹ Bắc Kinh (Tencent Technology (Beijing) Company) |
| Quyền phổ biến / quyền sàng lọc mạng thông tin | Dịch vụ phần mềm Alibaba Bắc Kinh                                |

## Rating
| Ngày      | Ratings% | Rating share% | Hạng |
| --------- | -------- | ------------- | ---- |
| 2020.7.10 | 0.890    | 3.197         | 8    |
| 2020.7.12 | 0.909    | 3.245         | 7    |
| 2020.7.13 | 0.886    | 3.381         | 8    |
| 2020.7.14 | 1.018    | 3.846         | 5    |
| 2020.7.15 | 0.949    | 3.527         | 6    |
| 2020.7.16 | 1.076    | 3.925         | 5    |
| 2020.7.17 | 1.062    | 3.751         | 4    |
| 2020.7.20 | 1.052    | 4.011         | 5    |
| 2020.7.21 | 0.999    | 3.759         | 6    |
| 2020.7.22 | 1.024    | 3.821         | 6    |
| 2020.7.23 | 1.011    | 3.821         | 7    |
| 2020.7.24 | 1.017    | 3.666         | 5    |
| 2020.7.27 | 0.931    | 3.411         | 7    |
| 2020.7.28 | 1.007    | 3.801         | 6    |
| 2020.7.29 | 0.925    | 3.328         | 6    |
| 2020.7.30 | 1.057    | 3.964         | 6    |
| 2020.7.31 | 1.100    | 3.840         | 5    |
| 2020.8.3  | 1.157    | 4.238         | 5    |
| 2020.8.4  | 1.182    | 4.322         | 4    |
| 2020.8.5  | 1.173    | 4.132         | 5    |